# Chromalveolata
Chromalveolata er et superrige postuleret af Thomas Cavalier-Smith i 1981.Der er dog stor uenighed om denne gruppe, og der synes i 2010 at være begyndende konsensus om at Cryptophyta og Haptophyta ikke skal tilhøre denne gruppe.
| Biologi | Spire Denne artikel om biologi er en spire som bør udbygges. Du er velkommen til at hjælpe Wikipedia ved at udvide den. |